# Grabkapelle St. Benediktus

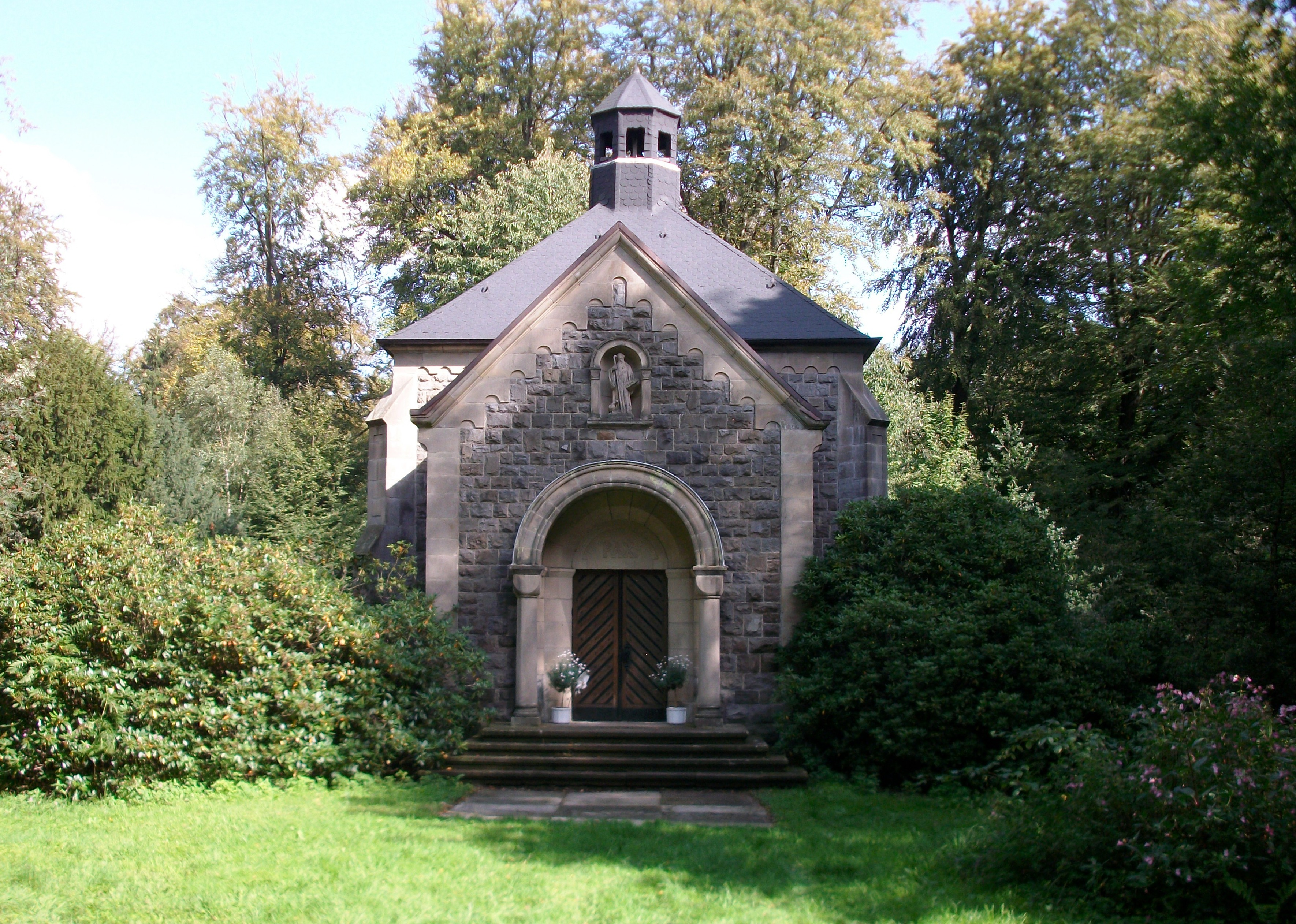
St. Benediktus-Kapelle

Die Grabkapelle St. Benediktus ist ein Mausoleum für die verstorbenen Mitglieder des Hauses von Boeselager im Arnsberger Stadtteil Voßwinkel. Sie ist als Baudenkmal in die Denkmalliste der Stadt Arnsberg eingetragen.

## Geschichte
Im Jahr 1920 hatte die Familie von Boeselager ihren ständigen Wohnsitz von Schloss Heessen nach Schloss Höllinghofen verlegt. „Um die sterblichen Überreste der nächsten Angehörigen in unmittelbarer Nähe zu wissen, ließ Freiherr von Boeselager 1923 in friedvoller Stille inmitten des nahen Buchenhochwaldes ein einfaches, aber stimmungsvolles Familien-Mausoleum errichten,“ berichtet der Heimatforscher Bernhard Bahnschulte.
Die Grundsteinlegung erfolgte am 8. August 1922, die Kapelle wurde am 11. Oktober 1923 durch den Bischof Caspar Klein, später erster Erzbischof von Paderborn, vorgenommen.
Bereits am 12. Oktober 1923 erfolgte die Überführung der sterblichen Überreste der Freiherrn Maximilian und Max von Boeselager und der Freifrau Clementine von Boeselager von Heessen zur Beisetzung in der Krypta der neuen Grabkapelle.
In der Kapelle ruht auch die im Jahr 1994 verstorbene Csilla Freifrau von Boeselager, Gründerin des Ungarischen Malteserdienstes.

## Beschreibung
Die geostete Kapelle liegt im weitläufigen Rhododendrenpark des Schloss Höllinghofen. Sie ist dem Abt Benedikt von Nursia geweiht.
Der kubische Werksteinbau hat eine geschlossene Vorhalle, der polygonale Chor bildet eine neuromanische Form. Vor dem Eingang unter Säulenportal mit Würfelkapitellen befindet sich eine Freitreppenanlage. Über dem Portal steht der Patron in einer Nische.
Nach der Baubeschreibung vom 29. Mai 1922 „soll der projektierte Bau auf einer Lichtung inmitten eines Buchenwaldes bei Schloss Höllinghofen zu stehen kommen und wird im romanischen Stiele aufgeführt. […] Der Bau enthält 18 Grabkammern, welche mit Marmorplatten überdeckt werden, außerdem werden in der Krypta noch Särge frei aufgestellt. Die innere Architektur wirkt einfach, dem Charakter des Baues entsprechend.“